# شاين ديكس
شاين ديكس (بالإنجليزية: Shane Dix)‏‏ (1960 في ويلز - )؛ كاتب، وروائي، وكاتب خيال علمي من أستراليا.

## الجوائز
- جائزة أوريلس لأفضل رواية خيال علمي  [لغات أخرى]‏